# Пипин Ланденски
Пипин Стари или Пипин Ланденски (на немски: Pippin der Ältere, Pippin von Landen, * 580; † 640) е от 615/625 г. франкски майордом (хаузмайер) на Австразия. Той е прародител на по-късната владетелска династия на Каролингите или Пипинидите.
Пипин е син вероятно на Карлман (от Ланден-Австразия).
През 635 г. той омъжва дъщеря си Бега за сина на Арнулф, Анзегизел.
Когато крал Дагоберт I умира през 638 или 639, без да остави пълнолетни синове, Пипиин получава с подкрепата на австразийските благородници отново водеща роля.
Пиппин Стари умира една година по-късно през 640 г.
В последвалата борба за службата майордом успява синът му Гримоалд Стари.
Пипин е женен за Ита (или Идуберга) от Нивел (Itta; Iduberga von Nivelles; * 592; † 8 май 652), която подарява през 640 г. манастира Андена в Белгия. Те имат четири деца:
- Баво, наричан и граф Аловин от Хаспенгау в Белгия, светия.
- Света Бега, (620 – 692, 695), се омъжва през 635 г. за Арнулфингира Анзегизел и свързва силата на Пипинидите с тази на Арнулфингите.
- Гримоалд Стари, I, от 615 или 616 до 656, 657 или 662, е наследник на Пипин като хаузмайер (майордом).
- Света Гертруда, (626 – 659), през 644 г. абтеса на основания от майка ѝ манастир Нивел. Тя е покровителка на Ланден.